# The Delicate Prey
The Delicate Prey, auf Deutsch erschienen unter dem Titel Die leichte Beute, ist eine 1949 erschienene Kurzgeschichte des amerikanischen Schriftstellers Paul Bowles (1910–1999).
Sie gab auch Bowles erster Kurzgeschichtensammlung The Delicate Prey and Other Stories (1950) den Titel.

## Inhalt
Schauplatz der Handlung ist wie ein vielen Werken Bowles die Sahara. Zwei Brüder, Lederhändler vom Stamme der Filali aus Tabelbala, sowie ihr junger Neffe Driss brechen mit ihren Kamelen nach Tessalit auf und durchqueren ein Gebiet, in dem schon oft Karawanen von den Reguibat überfallen wurden. In der Wüste kommt ihnen ein einsamer Reiter entgegen und bittet, sich ihnen anschließen zu dürfen, da er den gleichen gefährlichen Weg vor sich habe. Trotz anfänglichen  Misstrauens stimmen die Brüder zu, da der Reiter offenbar kein Reguiba ist, sondern aus der Stadt Moungar stammt, deren Bewohner als fromm und anständig gelten. Unter dem Vorwand, er wolle eine Gazelle (die „leichte Beute“ des Titels) für ein abendliches Mechoui erlegen, entfernt sich der neue Begleiter später vom Tross, lockt die Brüder in einen Hinterhalt und erschießt sie. Driss hört die Schüsse, ahnt, was passiert ist und ergreift die Flucht, zweifelt dann aber doch an seinem Urteil und kehrt zum letzten Rastplatz zurück. Hier überwältigt ihn der vom Haschisch  berauschte Räuber, fesselt ihn, foltert ihn aufs grausamste, schneidet ihm die Genitalien ab, vergewaltigt ihn und sägt ihm zuletzt die Kehle durch. 
Als der Moungari in Tessalit versucht, das bei dem Raubmord erbeutete Leder zu verkaufen, weckt er das Misstrauen eines dort ansässigen Filala, Ech Chibani. Dieser meldet seinen Verdacht dem französischen Kommandanten des Ortes, der ihm Glauben schenkt und ihm die Erlaubnis gibt, Rache zu üben. Ech Chibani und seine Leute stellen den Moungari, binden ihn an ihre Kamele und führen ihn tief in die Wüste. Dort schaufeln sie eine Grube, graben den Moungari bis zum Hals ein und ziehen weiter. „Als sie weg waren, verstummte der Moungari, um die kalten Stunden hindurch auf die Sonne zu warten, die erst Wärme, dann Hitze, Durst, Feuer und Visionen bringen würde. In der nächsten Nacht wußte er nicht mehr, wo er war, spürte auch die Kälte nicht länger. Der Wind wirbelte den Staub vom Boden auf und blies ihn in seinen Mund, als er sang.“

## Entstehung
Die Geschichte geht angeblich auf eine wahre Begebenheit zurück, von der Bowles 1948 auf seiner Reise durch die Sahara vom Militärkommandanten von Timimoun erfahren haben will. Er schrieb die Geschichte im Dezember 1948 während einer stürmischen Nacht an Bord des italienischen Passagierschiffs SS Saturnia auf der Überfahrt von New York nach Gibraltar nieder. Mit an Bord war Tennessee Williams (der das Schiff in seinen Memoiren mit der SS Vulcania verwechselt) und dessen damaliger Liebhaber Frank Merlo; Williams verdächtigte Bowles zu dieser Zeit zwischenzeitlich, ihn mit Merlo zu betrügen, gab sich aber schließlich mit der Erklärung zufrieden, dass die beiden nur gemeinsam Haschisch rauchten. Williams, dem Bowles die Geschichte bald darauf vorlegte, zeigte sich von der literarischen Qualität des Werks zwar angetan, riet Bowles aber von der Publikation ab 
eines so gewalttätigen Werks ab.
Bowles zeigte sich verwundert, da Williams mit Desire and the Black Masseur (1948) eine nicht minder gewagte Kurzgeschichte verfasst hatte, und bestand darauf, dass alles, was geschrieben wird, auch publiziert werden sollte. Im Sommer 1949 erschien die Geschichte erstmals in der damals in Bowles' Wahlheimat Tanger erscheinenden Avantgarde-Zeitschrift Zero. Ein Jahr darauf erschien sie in den USA zudem als titelgebende Geschichte seiner ersten Kurzgeschichtensammlung The Delicate Prey and Other Stories. In der englischen Ausgabe der Sammlung, 1950 erschienen unter dem Titel A Little Stone bei John Lehmann, fehlte The Delicate Prey jedoch ebenso wie Pages from Cold Point; Lehmann bewunderte die Geschichten zwar, doch rieten ihm Cyril Connolly und William Somerset Maugham von einer Publikation ab, da sie wahrscheinlich von der Zensur kassiert würden, und selbst wenn nicht, sicher nicht den Publikumsgeschmack treffen würden; in Großbritannien erschien die Geschichte so erst 1968.

## Rezeption
Wie Williams vorausgesagt hatte, war und ist die Geschichte nicht jedermanns Geschmack; noch in der jüngeren Literaturkritik löst sie wegen ihrer Gewalttätigkeit oft Befremden aus. Unbestritten ist hingegen der Einfluss Edgar Allan Poes; so ist die 1950 erschienene Sammlung The Delicate Prey and Other Stories widmete Bowles seiner Mutter, die ihm als erste die Geschichten Poes vorgelesen habe; Leslie Fiedler zeigte sich nach zweifacher Lektüre von einer so grausamen Geschichte wie The Delicate Prey vage amüsiert über die Vorstellung einer glücklichen Kindheit im Hause Bowles.
Der entscheidende Unterschied zu den Schauergeschichten Poe besteht indes in der fast teilnahmslosen Erzählhaltung; während Poe die Schrecken seiner Geschichten durch eine überbordende Vielzahl von Adjektiven und oft aus der Innenperspektive seiner verängstigten oder wahnhaften Protagonisten verdeutlicht, schildert Bowles unfassbare Grausamkeiten mit einer fast „klinischen Präzision.“ Dies macht für Bowles Bewunderer erst die Eindrücklichkeit seiner Erzählungen aus. Zu diesen zählt etwa Gore Vidal, der The Delicate Prey neben einigen anderen Erzählungen Bowles zu den besten amerikanischen Kurzgeschichten der Nachkriegszeit zählt.
In Bowles Gesamtwerk steht The Delicate Prey der Erzählung A Distant Episode (1947) am nächsten, aber auch in seinem bekanntesten Roman The Sheltering Sky (1949) ist die Sahara Schauplatz von Grausamkeiten und Zerstörung. The Delicate Prey unterscheidet sich von diesen beiden Werken jedoch entscheidend dadurch, als dass hier alle Figuren „Einheimische,“ also berberische Wüstenbewohner, sind.

### Ausgaben
- The Delicate Prey. In: Themistocles Hoetis [d. i. G. P. Solomos] (Hrsg.): Zero Anthology of Literature and Art 2, Tangiers 1949. S. 60–70. (Erstveröffentlichung)
- The Delicate Prey. In: Paul Bowles: The Delicate Prey and Other Stories. Random House, New York 1950.
- The Delicate Prey. In: Paul Bowles: Collected Stories and Later Writings. Library of America, New York 2002. ISBN 978-1-93108220-4
- Die leichte Beute. Aus dem Amerikanischen übersetzt von Pociao. In: Paul Bowles: Die leichte Beute: Stories aus Marokko. Rowohlt, Reinbek bei Hamburg 1996. ISBN 3-499-22007-5
- Die leichte Beute. Aus dem Amerikanischen übersetzt von Pociao. In: Paul Bowles: Gesammelte Erzählungen I (= Gesammelte Werke, Band V). Goldmann, München 2001. S. 247–260. ISBN 3-442-30910-7

### Sekundärliteratur
- Greg Bevan: Change of Key: A Reinterpretation of Paul Bowles' The Delicate Prey. In: Studies in English Literature (hrsg. von The English Society of Japan) 56, 2015, S. 111–126.